# ベルファスト・ガゼット
ベルファスト・ガゼット(英語: The Belfast Gazette)とは、イギリス政府公式の新聞（官報）で、同じような官報にはロンドン・ガゼットやエディンバラ・ガゼットがある。英国印刷庁の代理である英国出版局が北アイルランドのベルファストで発行している。
1921年6月7日に創刊。かつて同じような官報としてアイルランド島全体を対象にしていたダブリン・ガゼットがあったが、アイルランド自由国の成立によって北アイルランドを対象とした官報を新たに発行する必要に迫られた経緯がある。ダブリン・ガゼットは現在アイルランド共和国にてIris Oifigiúilとして継続している。
ベルファスト・ガゼットは現在毎週金曜日発行で、国事、イギリス議会、北アイルランド政府、北アイルランド議会、計画、交通、財政だけでなく債務超過や倒産に関する公式通知が掲載される。